# 121 Centre

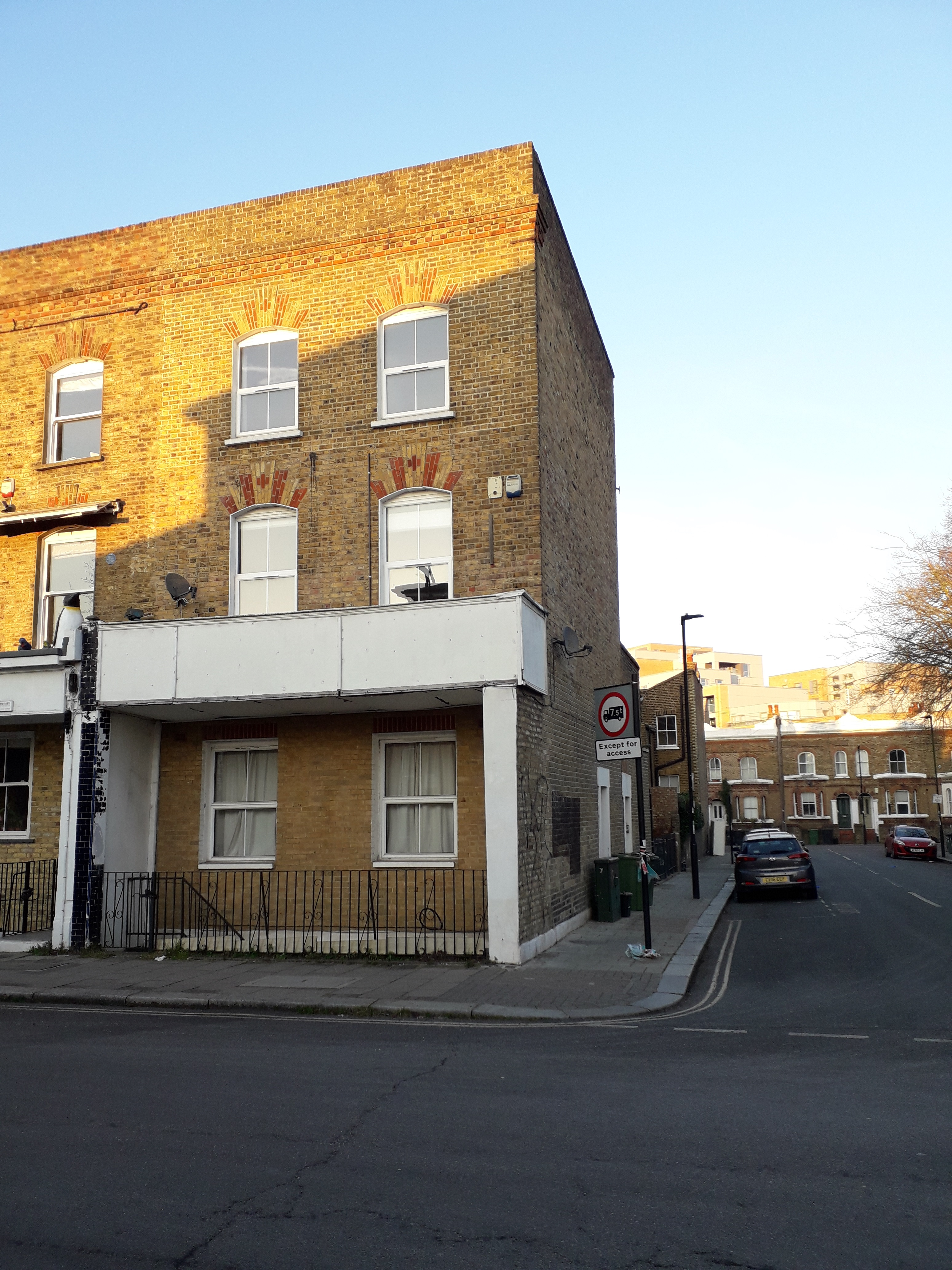
121 Centre

121 Centre était l'un des Centres sociaux autogérés au Royaume Uni (en) squatté sur Railton Road à Brixton, au sud de Londres de 1981 à 1999. En tant que centre social anarchiste, le lieu abritait une librairie, un café, une boutique, une bibliothèque, un espace de réunion, des bureaux, une imprimerie et un espace de répétition. Les organisations utilisant l'espace comprenaient Food Not Bombs, des chapitres d'aide aux prisonniers anarchistes de la Croix-Noire, un magazine anarcho-féministe, une organisation d'aide aux squatters et un groupe anarchiste queer. Les événements réguliers au 121 Center comprenaient des concerts punk, une soirée café pour femmes et une soirée queer mensuelle. Le centre a gardé un profil bas et a été l'un des squats les plus durables de Londres.

## Occupation
Le 121 Railton Road a été squatté pour la première fois par Olive Morris en 1973. Sabaar Books s'y est établi avant de déménager ailleurs. Le centre devient alors un centre social anarchiste.

## Activités
Lors des émeutes de Brixton de 1981 , le centre est resté intact. En 1983, le centre a accueilli des personnes venant à Londres pour la manifestation Stop the City. La bibliothèque Kate Sharpley (KSL) a été fondée au 121 en 1979 par, entre autres, Albert Meltzer. À partir de 1993, le lieu a accueilli des événements de musique électronique industrielle, speedcore et gabber, tels que les nuits industrielles Sate. Le centre social était un centre de réseautage pour ces sous-genres expérimentaux. Le club Dead by Dawn a accueilli la musique la plus dure et la plus rapide de Londres entre 1994 et 1996. Les participants partageaient des intérêts esthétiques, notamment des fanzines, des conférences de Sadie Plant et la littérature intellectuelle des situationnistes, Gilles Deleuze, Félix Guattari et William Burroughs. Contrairement à d'autres séries de clubs ou de fêtes, Dead by Dawn a été conçu pour être unique dans sa combinaison de discussions, de vidéos, de films, d'expositions, d'accès à Internet et de stands. Le premier festival Queeruption a eu lieu au 121 en 1998.
Le centre a été incendié lors d'une montée de la violence de droite en 1993.

## Expulsion
Le Lambeth London Borough Council a obtenu une ordonnance du tribunal pour reprendre possession du bâtiment au début de 1999. Les squatters ont réagi par de multiples actions pour rallier l'opposition : modification des panneaux d'affichage, collage à la pâte de blé (en), dépliants de protestation, publication du South London Stress et occupation de l'hôtel de ville de Lambeth avec une manifestation «drink-in» contre une nouvelle loi contre la consommation d'alcool en public (en). L'Evening Standard a qualifié sa campagne de très efficace. À l'approche de la date d'expulsion, les squatters se sont barricadés à l'intérieur et ont organisé une fête de rue toute la journée en avril. Une force de  police armée a ensuite évacué les occupants restants. La hausse de la valeur de l'immobilier dans le quartier a été la principale motivation pour la reprise de possession du bâtiment.

## Héritage
La collection de la Kate Sharpley Library est désormais conservée en Californie.